# Eleutherodactylus haitianus
Espèce
Synonymes
- Eleutherodactylus intermedius Cochran, 1941 nec Barbour & Shreve, 1937

Statut de conservation UICN

 EN B1ab(iii)+2ab(iii) : En danger
Eleutherodactylus haitianus est une espèce d'amphibiens de la famille des Eleutherodactylidae.

## Répartition
Cette espèce est endémique de République dominicaine. Elle se rencontre entre 1 545 et 2 455 m d'altitude dans la cordillère Centrale.
Contrairement à son nom, elle n'est pas présente à Haïti.

## Description
Les femelles mesurent jusqu'à 21 mm.

## Publications originales
- Barbour, 1942 : Two preoccupied names in Eleutherodactylus. Copeia, vol. 1942, no 3, p. 179.
- Cochran, 1941 : The Herpetology of Hispaniola. United States National Museum Bulletin, vol. 177, p. 1-398 (texte intégral).